# Costa Ricán történt légi közlekedési balesetek listája
A Costa Ricán történt légi közlekedési balesetek listája mind a halálos áldozattal járó, mind pedig a kisebb balesetek, meghibásodások miatt történt, gyakran csak az adott légiforgalmi járművet érintő baleseteket is tartalmazza évenkénti bontásban.

## Costa Ricán történt légi közlekedési balesetek

### 2017
- 2017. december 31. 12:20 (helyi idő szerint). A szigetország északnyugati részén található Punta Islita repülőtérről helyi idő szerint 12:10-kor szállt fel a Nature Air légi közlekedési vállalat Cessna 208B Grand Caravan típusú, TI-BEI lajstromjelű kis repülőgépe. Tíz perccel később lezuhant. A fedélzeten utazó 10 amerikai állampolgár és a gép kétfős személyzete a balesetben életét vesztette.[1]